# New Auburn (Wisconsin)
New Auburn é uma vila localizada no estado norte-americano de Wisconsin, no Condado de Barron e Condado de Chippewa.

## Demografia
Segundo o censo norte-americano de 2000, a sua população era de 562 habitantes.
Em 2006, foi estimada uma população de 552, um decréscimo de 10 (-1.8%).

## Geografia
De acordo com o United States Census Bureau tem uma área de
8,8 km², dos quais 8,8 km² cobertos por terra e 0,0 km² cobertos por água. New Auburn localiza-se a aproximadamente 336 m acima do nível do mar.

## Localidades na vizinhança
O diagrama seguinte representa as localidades num raio de 28 km ao redor de New Auburn.